# Hrabstwo Meade (Kentucky)

Piramida wieku hrabstwa

Hrabstwo Meade – hrabstwo w Stanach Zjednoczonych, w stanie Kentucky. Według danych z 2010 roku, hrabstwo zamieszkiwały 28 602 osoby. Siedzibą hrabstwa jest Brandenburg.

## Miasta
- Brandenburg
- Ekron
- Doe Valley (CDP)